# Catharine (New York)
Catharine è un comune degli Stati Uniti d'America, situato nello Stato di New York, nella contea di Schuyler.